# Parachernes tumimanus
Espèce
Synonymes
- Chelanops tumimanus Banks, 1908

Parachernes tumimanus est une espèce de pseudoscorpions de la famille des Chernetidae.

## Distribution
Cette espèce est endémique du Texas aux États-Unis.

## Description
L'holotype mesure 2,5 mm.

## Publication originale
- Banks, 1908 : The pseudoscorpions of Texas. Bulletin of the Wisconsin Natural History Society, vol. 6, p. 39-42 (texte intégral).